# Бричка

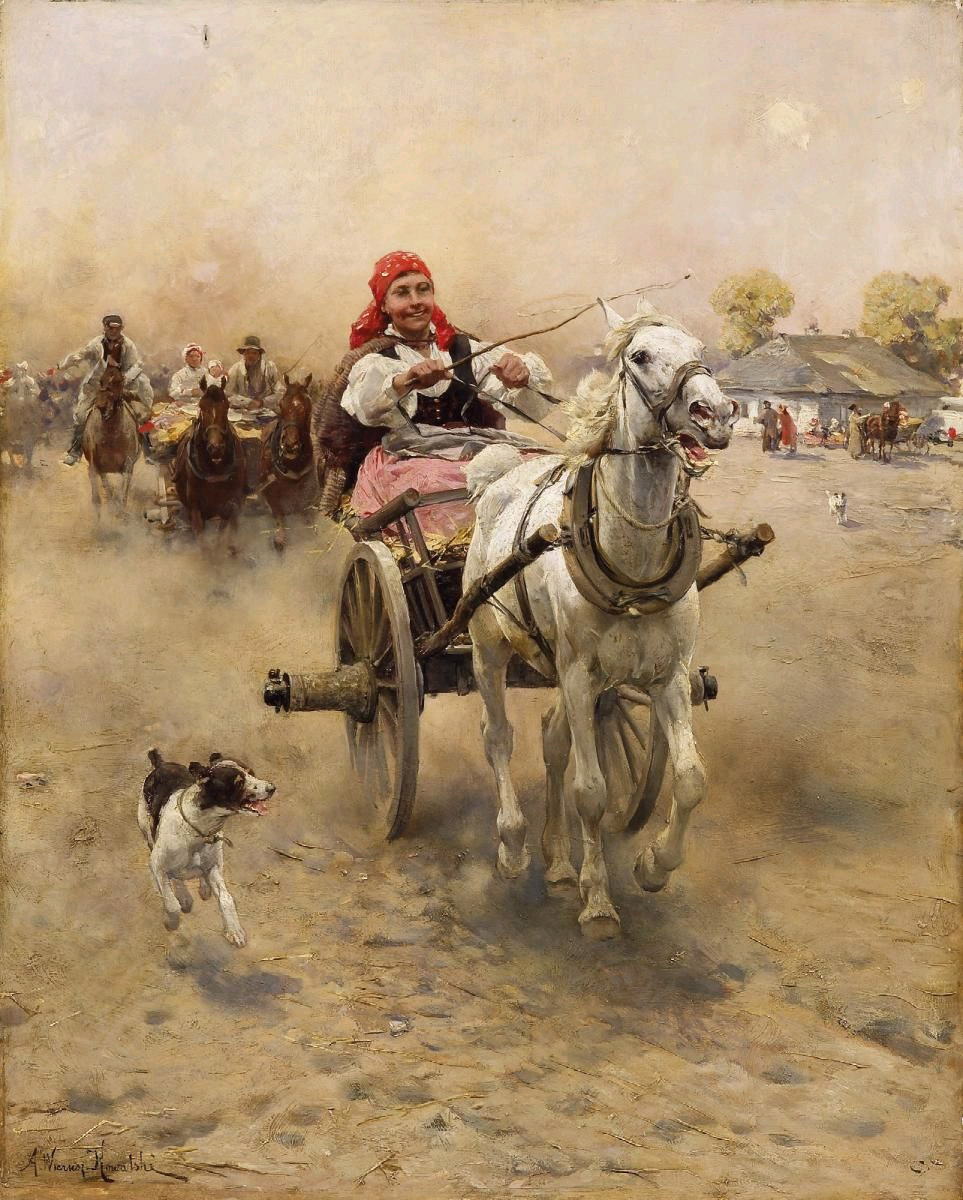
А. Ковальский-Веруш. Бричка

Бри́чка, Бры́ка (пол. bryczka, bryka) — известная с XVII века лёгкая полукрытая повозка для перевозки пассажиров. 
В других источниках указано что Бри́чка, бры́ка (ж.) легкая полукрытая повозка; повозка с ве́рхом, будкой, волчком; более известны польские брички: легкие, дышловые, с плетеным кузовом, кожаным ве́рхом, внутри обитые.

## История
В России лёгкая дышловая повозка с ве́рхом (будкой, волчком) была распространена в основном на Западе и Юге. Малая бричка — Фурма́нка.
Кузов мог быть как открытым, так и закрытым и крепился на двух эллиптических рессорах. Верх делали кожаным, плетёным или деревянным, иногда его утепляли и внутри оббивали, были модели и без верха. В России брички делали обычно без рессор, тогда как в Западной Европе чаще на рессорах и с откидным верхом. В Польше нередко брички были четырёхколёсными. Польская бричка-одноколка с плетёным кузовем — Нетычанка.  
В бричку запрягали одну или пару лошадей. Кучер мог сидеть на козлах или рядом с пассажиром.
Бричка много раз упоминается в поэме Николая Гоголя «Мёртвые души», которая начинается словами:

В ворота гостиницы губернского города NN въехала довольно красивая рессорная небольшая бричка, в какой ездят холостяки: отставные подполковники, штабс-капитаны, помещики, имеющие около сотни душ крестьян, — словом, все те, которых называют господами средней руки. В бричке сидел господин, не красавец, но и не дурной наружности, ни слишком толст, ни слишком тонок; нельзя сказать, чтобы стар, однако ж и не так чтобы слишком молод…
Бричка как средство передвижения донских казаков упомянута в романе «Тихий Дон» Михаила Шолохова (1925 год).